# Janssens & Gilissen

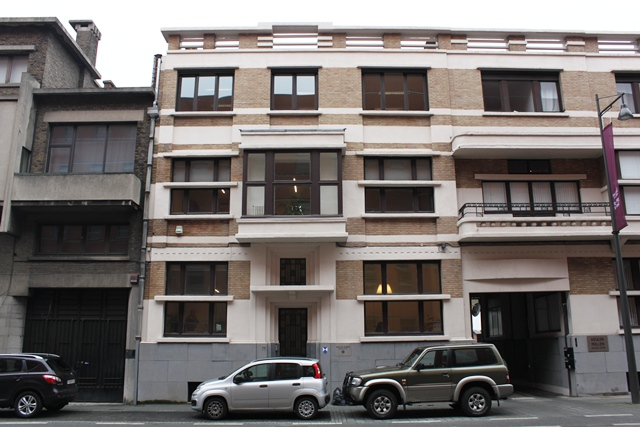
Dit is het originele gebouw aan het Koningin Astridlaan 77-79 in Hasselt

Janssens & Gilissen was een handel in koloniale waren te Hasselt opgericht in 1926.

## Geschiedenis
Met de fusie op 13 juli 1926 van de firma's 'Janssens - Wadeleux' uit Bree en 'Gilissen - Maris' uit Hasselt begint het verhaal van koloniale waren. De 'Samenwerkende Maatschappij/Sociéte Coopérative (SM) Janssens & Gilissen' wordt opgericht met vestigingen in Hasselt en Bree.
Na de Tweede oorlog herstelde de firma aanzienlijk en het aanbod en assortiment werd voortdurend uitgebreid met uitzondering van fruit en groenten. Door de opkomst van het ponskaartensysteem eind jaren 40' verminderde het aantal administratieve personeelsleden.
Omstreeks 1950 stopte men met het maken en verkopen van alcohol. Rond 1965 werd er gestopt met de verkoop van wijnen. Vanaf de jaren 1950 verlieten heel wat werknemers Janssens & Gilissen voor een job bij Belgacom of Ford Genk.
SM/SC Janssens & Gilissen stopte op 1 april 1969.

## Gebouwen
Het oorspronkelijk gebouw aan het Hemelrijk in Hasselt werd al gauw te klein. Een geschikt bouwterrein voor de uitbreiding van de gebouwen werd al snel gevonden aan de Avenue des Etats Unis, de latere Koningin Astridlaan. Op 22 september 1926 werd een bouwaanvraag ingediend voor de bel-etage woning Gilissen-Lebon naar een ontwerp van architect Hoste.
Op 15 april 1929 werd een bouwaanvraag ingediend voor de 'magazijnen Janssens & Gilissen', naar een ontwerp van de Hasseltse aannemer Arthur Baar.
Op 10 april 1944 werden de achterliggende magazijnen gebombardeerd. Om te vermijden dat de Duitse bezetters de handelsgoederen zouden in beslag nemen, konden de personeelsleden kiezen voor uitbetaling in 'natura' zoals koffie.